# South African Open (tennis) 1976
South African Open 1976, також відомий за назвою спонсора як South African Breweries Open, - чоловічий і жіночий тенісний турнір, що проходив на відкритих кортах з твердим покриттям e Йоганнесбургу ПАР. Належав до Commercial Union Assurance Grand Prix 1976. Відбувсь усімдесяттретє і тривав з 23 листопада до 30 листопада 1976 року. Гаролд Соломон і Брігітт Куйперс здобули титул в одиночному розряді.

## Фінальна частина

### Одиночний розряд, чоловіки
Гаролд Соломон —  Браян Готтфрід 6–2, 6–7, 6–3, 6–4

### Одиночний розряд, жінки
Брігітт Куйперс —  Лора Дюпонт 6–7, 6–4, 6–1

### Парний розряд, чоловіки
Браян Готтфрід /  Шервуд Стюарт —  Хуан Хісберт /  Стен Сміт 1–6, 6–1, 6–2, 7–6

### Змішаний парний розряд
Бетсі Нагелсен /  Боб Г'юїтт —  Annette DuPlooy /  Деон Яуберт 6–2, 7–6